# František Julius Lux
František Julius Lux ( *1702 Plzeň – 27. března 1764 Plzeň) byl plzeňský měšťan a český rokokový malíř.

## Dílo
- Fresky v zámecké kapli sv. Jana Nepomuckého v Dolní Lukavici (1727)[2][3]
- Oltářní obraz svatého Jana Křtitele v kostele Umučení svatého Jana Křtitele v Česticích (okolo roku 1730)[4]
- Fresková výzdoba ambitu poutního areálu v Mariánské Týnici (1742–1745)
- Oltářní obraz sv. Havla v kostele sv. Havla v Poříčí nad Sázavou (1745)[5]
- Fresková výzdoba kostela Narození Panny Marie v Chotěšově (1746)[4]
- Fresková výzdoba kostela svatého Vojtěcha v Milavčích (koncem 1. pol. 18. stol., částečná přemalba v roce 1897)[6]
- Fresky v refektáři kláštera augustiniánů v Domažlicích (1752)[4]
- Fresková výzdoba kláštera v Chotěšově (1754–1756)[4]
- Výzdoba poutního kostela sv. Kříže na Vrabině u Chotěšova[2], nezachováno
- Fresková výzdoba kostela Všech svatých ve Stříbře (1760–1766)[7]
- Fresky (obnovené v letech 1865–1866), iluzivní malovaná architektura hlavního oltáře a nástěnná malba v kapli sv. Barbory v kostele Narození Panny Marie v Domažlicích (1756)[4]
- Freska znázorňující Čtyři roční období v Lobkovickém sálu zámku Konopiště[6]
- Freska znázorňující Pomonu v předsíni zrušené kaple ve věži zámku ve Štěnovicích[5]
- Obraz sv. Rocha v kostele sv. Prokopa ve Štěnovicích[5]
- Obraz sv. Jana Evangelisty při psaní evangelia v kostele sv. Bartoloměje v Odrách (1777)[8]

## Galerie

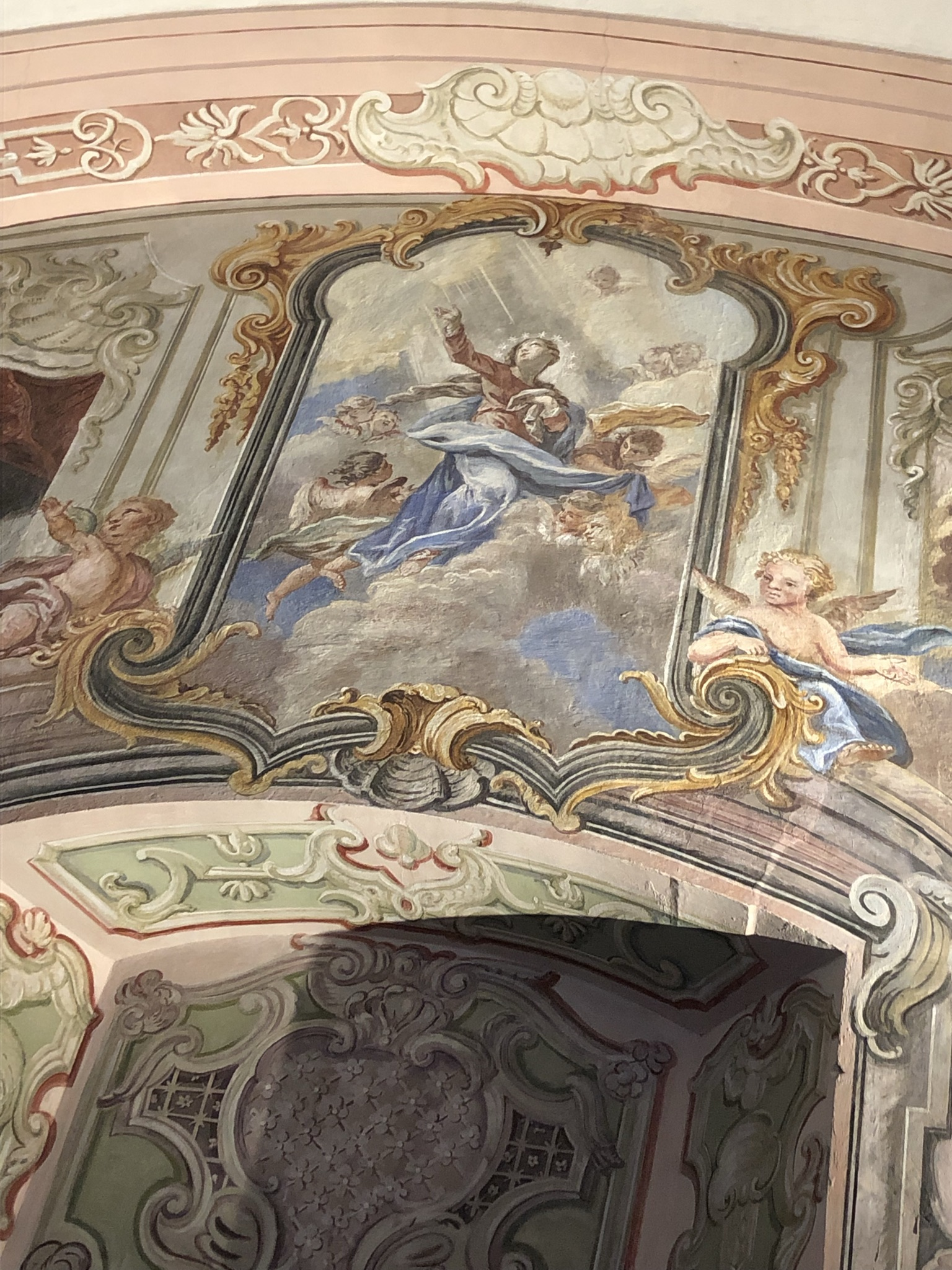
Freska Nanebevzetí Panny Marie v kapitulní síni kláštera Chotěšov
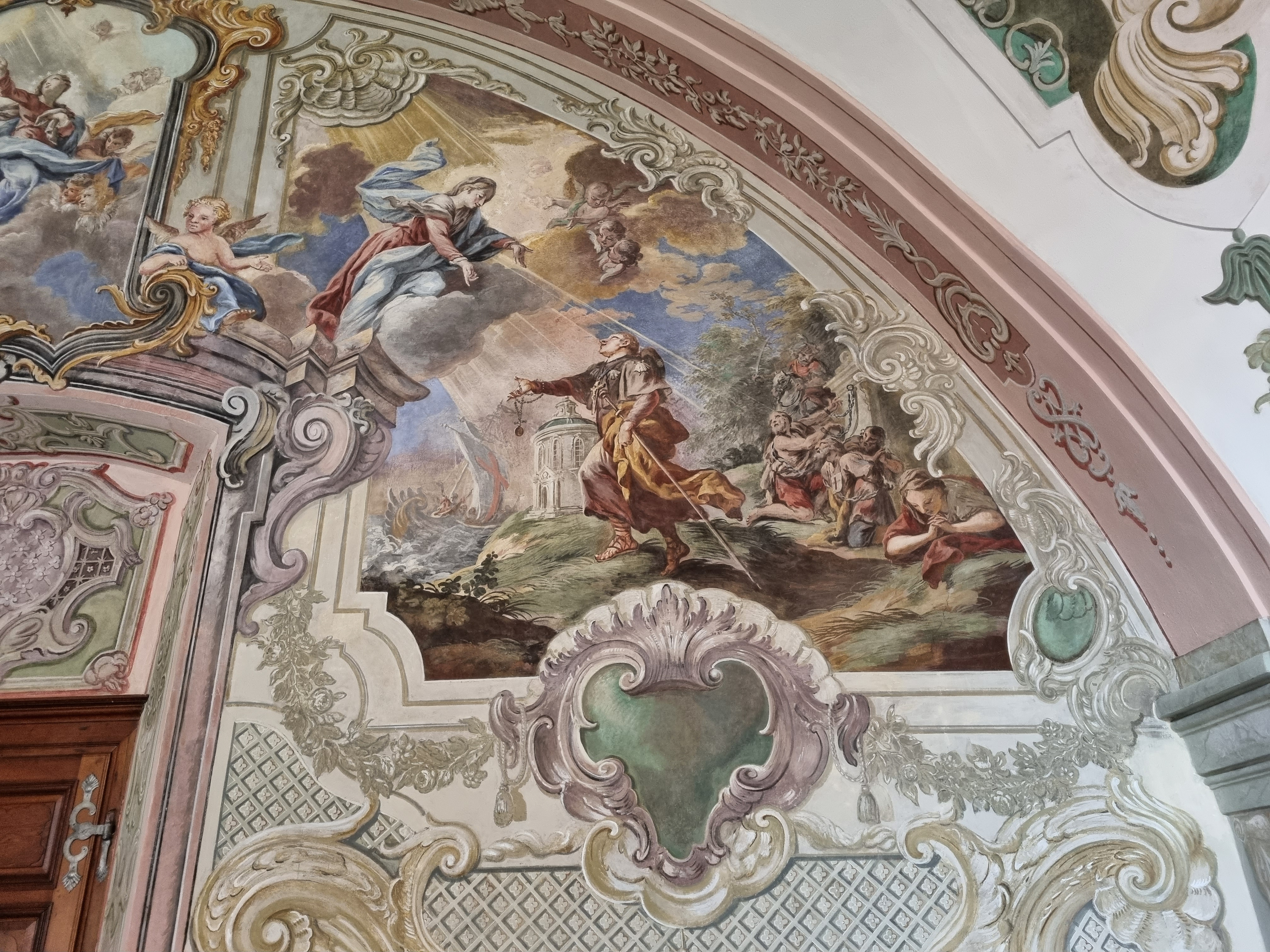
Freska Vidění blahoslaveného Hroznaty v kapitulní síni chotěšovského kláštera
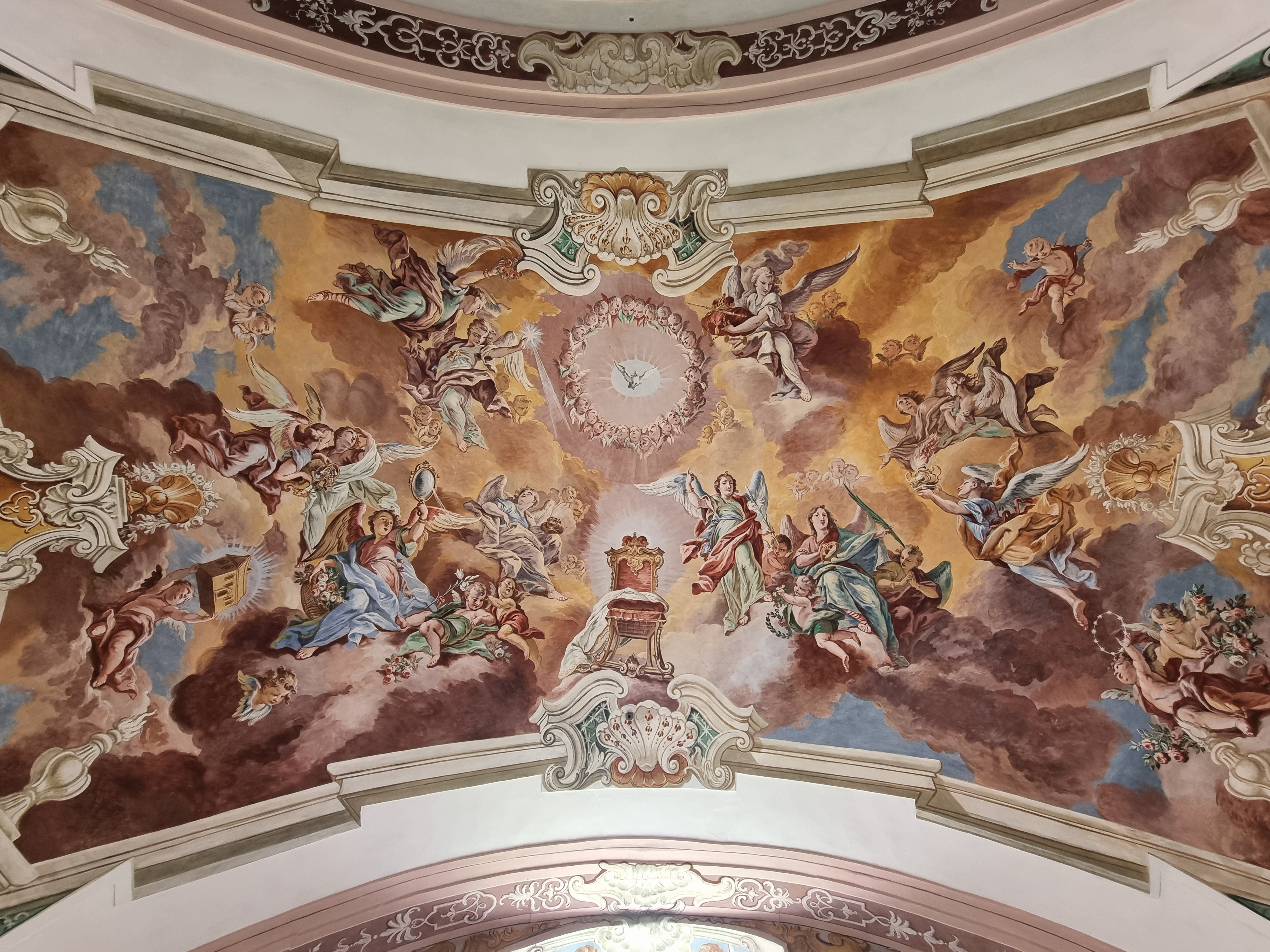
Freska Alegorie loretánské litanie v kapitulní síni chotěšovského kláštera
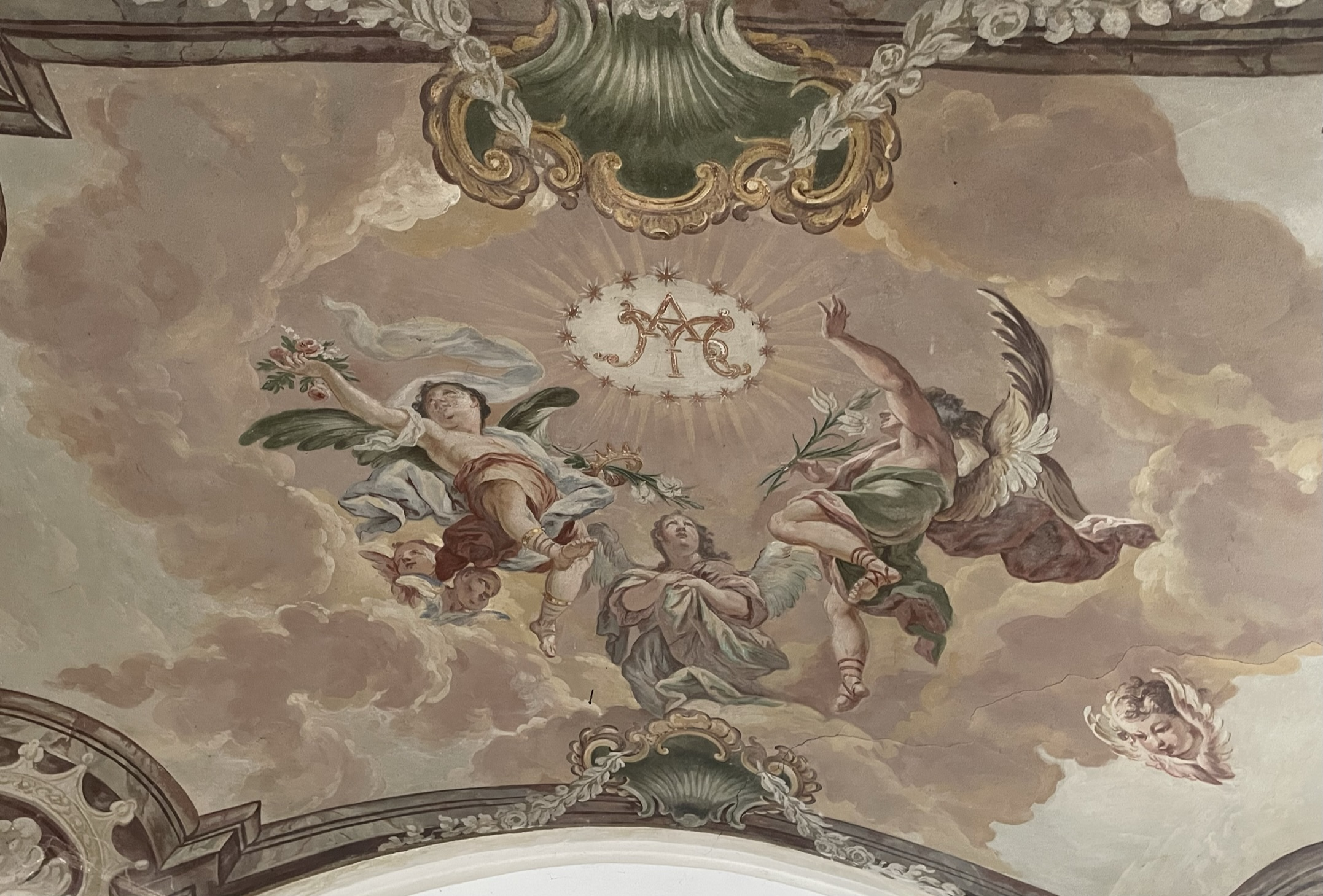
Freska Adorace Mariánského jména v kostele Všech svatých ve Stříbře
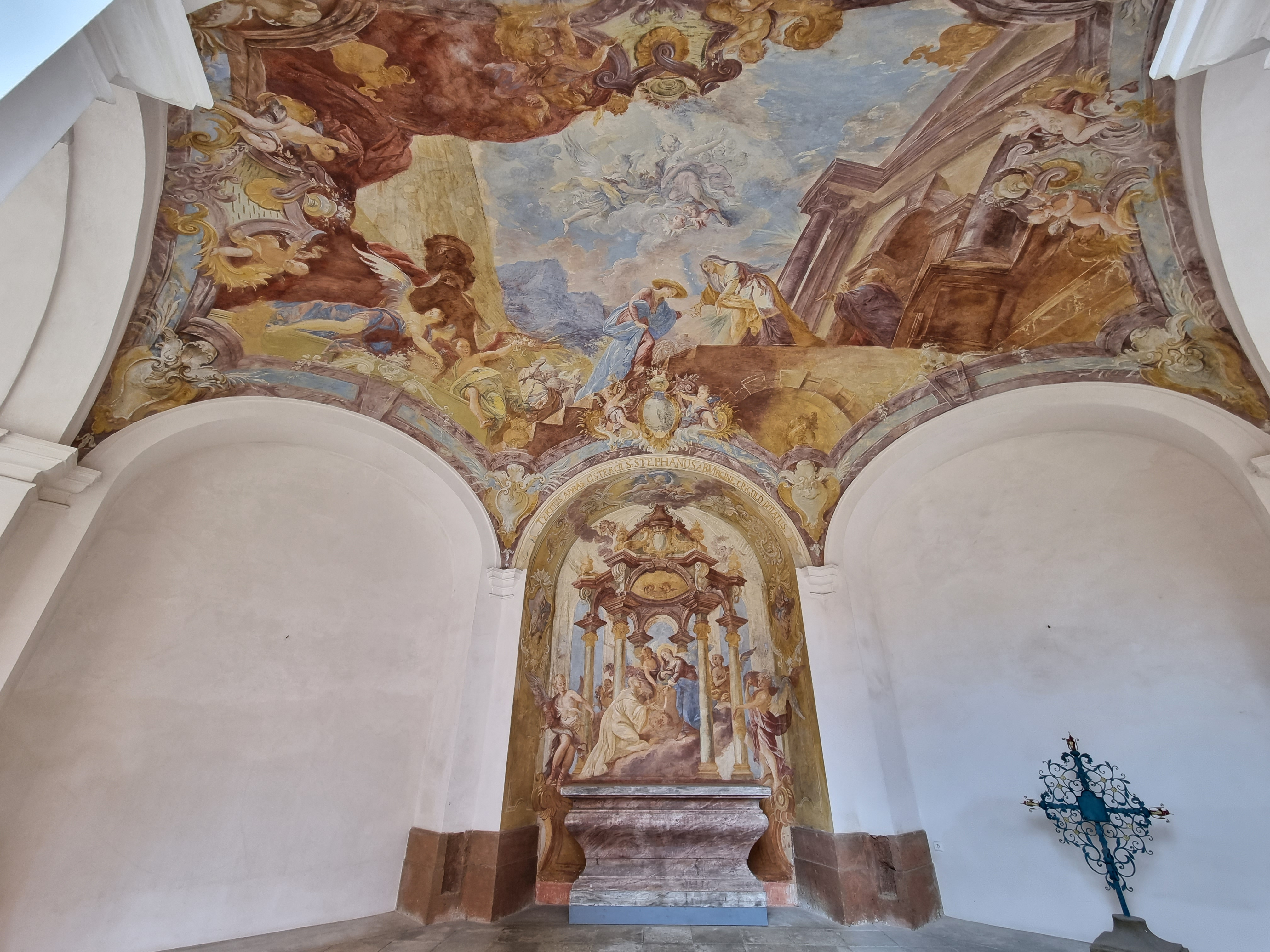
Mariánská Týnice, fresková výzdoba v kapli sv. Štěpána Hardinga
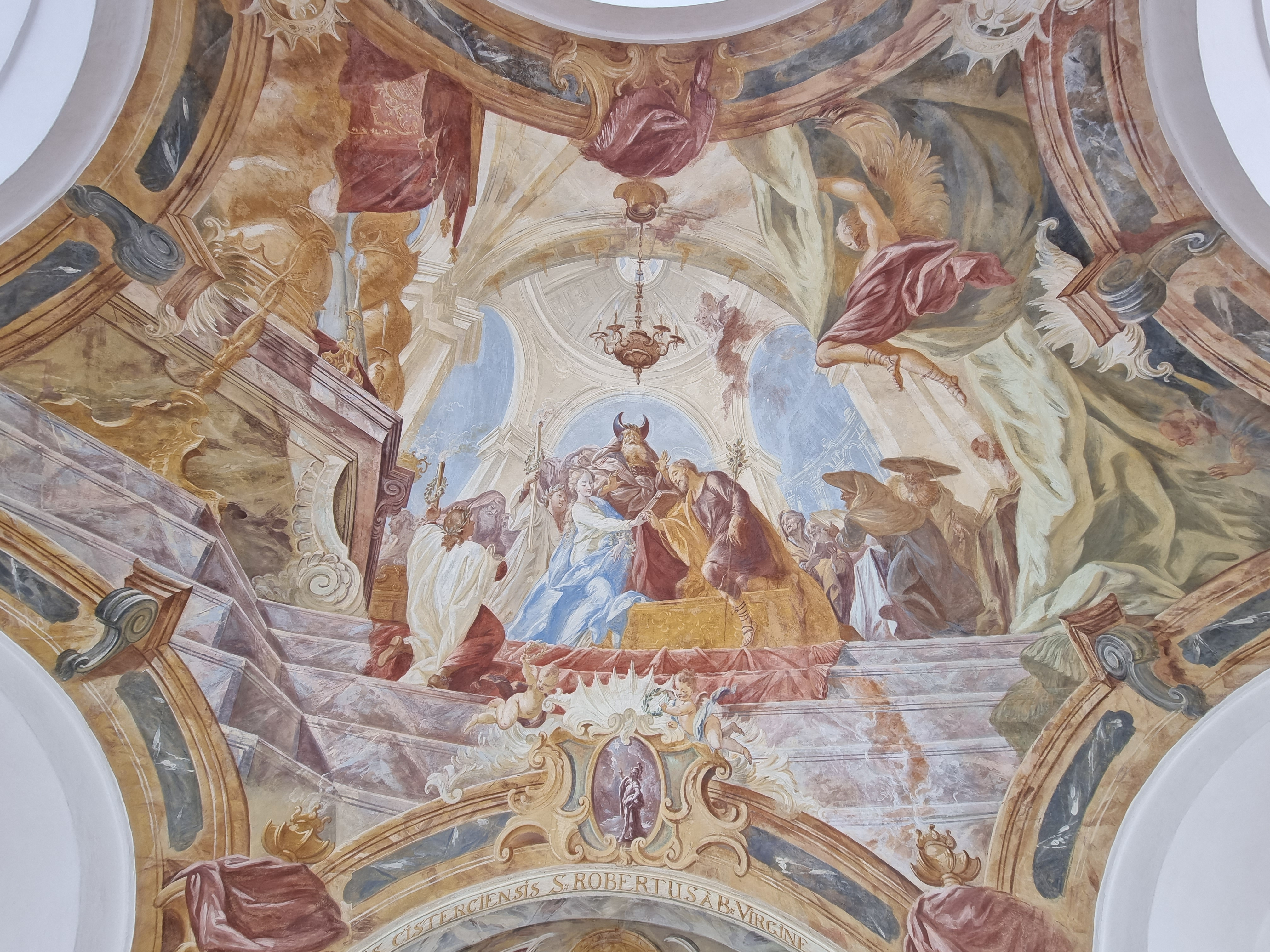
Freska Zasnoubení Panny Marie, ambit v Mariánské Týnici